# 한동희 (1997년)
한동희(1997년 4월 16일 ~ )는 대한민국의 배우이다.

## 학력
- 2016년 ~ 2020년 한국예술종합학교 연극원 연기과 예술사

## 출연

### 드라마
- 2021년 JTBC 《한 사람만》 - 민우천의 엄마 역
- 2022년 SBS 《천원짜리 변호사》 - 김수연 역 (특별 출연)
- 2022년 tvN 《슈룹》 - 민휘빈 역
- 2022년 MBC 《일당백집사》 - 탁청하 역
- 2023년 SBS 《법쩐》 - 어린 박준경 역 (문채원 아역)
- 2023년 tvN 《운수 오진 날》 - 윤세나 역
- 2024년 tvN 《세작, 매혹된 자들》 - 홍장 역
- 2024년 JTBC 《비밀은 없어》 - 민초희 역
- 2024년 Disney+ 《강력하진 않지만 매력적인 강력반》 - 남주현 역
- 2024년 Netflix 《경성크리처 시즌 2》 - 노지수 역
- 2025년 SBS 《사마귀 : 살인자의 외출》 - 아라 역

### 영화
- 2022년 《젠틀맨》 - 여학생 역
- 2025년 《검은 수녀들》 - 간호사 역